# Охман Шехаїбі
Охман Шехаїбі (араб. عثمان الشهيبي, фр. Ohman Chehaibi, нар. 23 грудня 1954) — туніський футболіст, що грав на позиції нападника.
Виступав за клуб «Кайруан», а також національну збірну Тунісу.

## Клубна кар'єра
У дорослому футболі дебютував 1973 року виступами за команду «Кайруан», кольори якої і захищав протягом усієї своєї кар'єри гравця, що тривала десять років і 1977 року виграв з командою чемпіонство.

## Виступи за збірну
У складі національної збірної Тунісу був учасником Кубка африканських націй 1978 року в Гані та чемпіонату світу 1978 року в Аргентині.

## Титули і досягнення
- Чемпіон Тунісу (1):

«Кайруан»: 1976/77